# Rattus lutreolus
Rattus lutreolus és una espècie de mamífer rosegador de la família dels múrids que viu als voltants de la ciutat australiana de Melbourne.